# Apate ecomata
Apate ecomata är en skalbaggsart som beskrevs av Pierre Lesne 1929. Apate ecomata ingår i släktet Apate och familjen kapuschongbaggar. Inga underarter finns listade i Catalogue of Life.